# Roque Antonio González Salazar
Roque Antonio González Salazar (* 13. Juni 1931 in General Terán, Nuevo León; † 13. April 2015 in Mexiko-Stadt) war ein mexikanischer Botschafter.

## Leben
1958 war Salazar als Lizenziat für die Zeit vom 16. Juni bis zur Ablösung durch Joaquín A. Mora im Oktober Direktor der Universidad Autónoma de Nuevo León. Direktor des Centro de Estudios Internacionales des El Colegio de México war er 1969. Von 1972 bis 1975 war er als Botschafter in Moskau tätig. Anschließend wechselte er für ein Jahr an eine mexikanische Botschaft in Argentinien. Weitere diplomatische Tätigkeiten übte er als Botschafter von 1989 bis 1991 in Lissabon und anschließend bis 1996 in Asunción aus.